# Mestre de Calzada

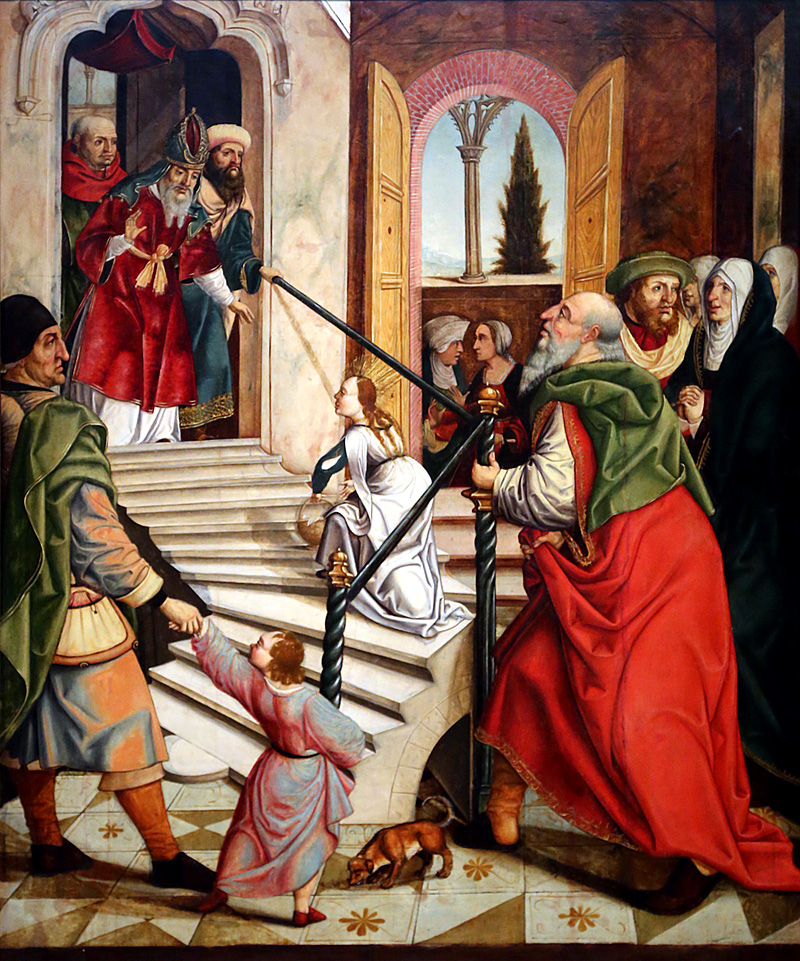
Presentació de la Mare de Déu al Temple. Museu de Belles Arts de València.

El Mestre de Calzada, va ser un mestre anònim actiu a la regió de Palència durant el primer terç del segle xvi. Deu el seu nom a l'atribució del retaule de Calzada de los Molinos, actualment albergat al Museu Diocesà de Palència.
Per unes certes semblances amb la pintura del Mestre Alejo es creu que va deure formar-se en el seu taller. En algun temps es va posar en dubte l'existència de tots dos creient-se que podrien ser la mateixa persona. La hipòtesi que més preval és la que van ser dos mestres amb gran semblança en la tècnica desenvolupada a les seves obres. Les variacions que poden trobar-se entre els dos mestres es troba, per exemple, entre la tipologia dels seus personatges, estant aquests trets dels seus models els que es repeteixen a la producció de tots dos, al retaule de Villasirga (Villalcázar de Sirga) atribuït al Mestre Alejo, mostra en general les seves figures representades amb els cabells rossos, en canvi en el retaule de sant Antoni de Pàdua (també de Villalcázar de Sirga) atribuït al Mestre de Calzada o en altres obres seves, els personatges tenen els cabells molt foscos i amb formes en les seves actituds molt peculiars ja properes al renaixement, mentre que les figures del Mestre Alejo són clarament hispanoflamenques.

## Obres
- Taules del retaule de Calzada de los Molinos, al Museu Diocesà de Palència:[3]
  - L'Anunciació
  - L'Adoració dels Mags
  - Santa Caterina i Santa Llúcia (al cos del retaule)
  - Isaïes, Daniel i David (part esquerra de la predel·la)
- Taules del retaule de sant Antoni de Pàdua de Villalcázar de Sirga.[4]
- Resta de taules d'una predel·la a Villasabariego de Ucieza.[5]
- Retaule de sant Miquel de Melgar de Arriba (Valladolid).[5]
- Taula amb la figura d'un jove de mig cos, col·lecció Abreu del Museu de Belles Arts de Sevilla.[6]
- Participació en el retaule de santa Margarida de l'església de santa Eulàlia de Paredes de Nava.[6]
  - Taula de la Decapitació de la santa
  - Taula de la Santa tenint cura del ramat.
- Retaule de la Vida de la Mare de Déu, de Población de Soto llogaret de Nogal de las Huertas.[6]
- Taula de la Presentació de la Mare de Déu, es conserva al Museu de Belles Arts de València.[7]
- L'Anunciació (perdut el seu rastre, després d'haver estat en comerç a Barcelona).[7]
- Sant Roc (perdut el seu rastre, després d'haver estat en comerç a Barcelona.
- Tabla de L'alliberació de sant Vicenç de la presó per un àngel en presència de Crist (subhastada a Sotheby's de Londres el 1993.[7]
- Retaule de sant Sadurní, de Robladillo de Ucieza (Palència) (possiblement en col·laboració amb el Mestre Alejo).[8]

Cal assenyalar que antigues obres que s'havien atribuït a aquest autor com el retaule de l'Església de Santa Maria del Castillo de Torremormojón o el de Dueñas, així com la taula de la Mare de Déu amb sants del Museu Zuloaga de Zumaya, han estat descartades del seu catàleg.